# Моріс Віньєро
Моріс Віньєро (фр. Maurice Marie Joseph Vignerot — французький гравець у крокет, срібний призер літніх Олімпійських ігор 1900 року. 
На Іграх Віньеро брав участь лише в змаганнях в одиночному розряді по два м'ячі. У першому раунді він виграв у своєї співвітчизниці Деспре з рахунком 2:0 (42:40). У другому, він двічі виграв у французів Сотеро та Блашера, але один раз програв Віделі, а тому посів друге місце. 